# Ossuar (Knochenkasten)

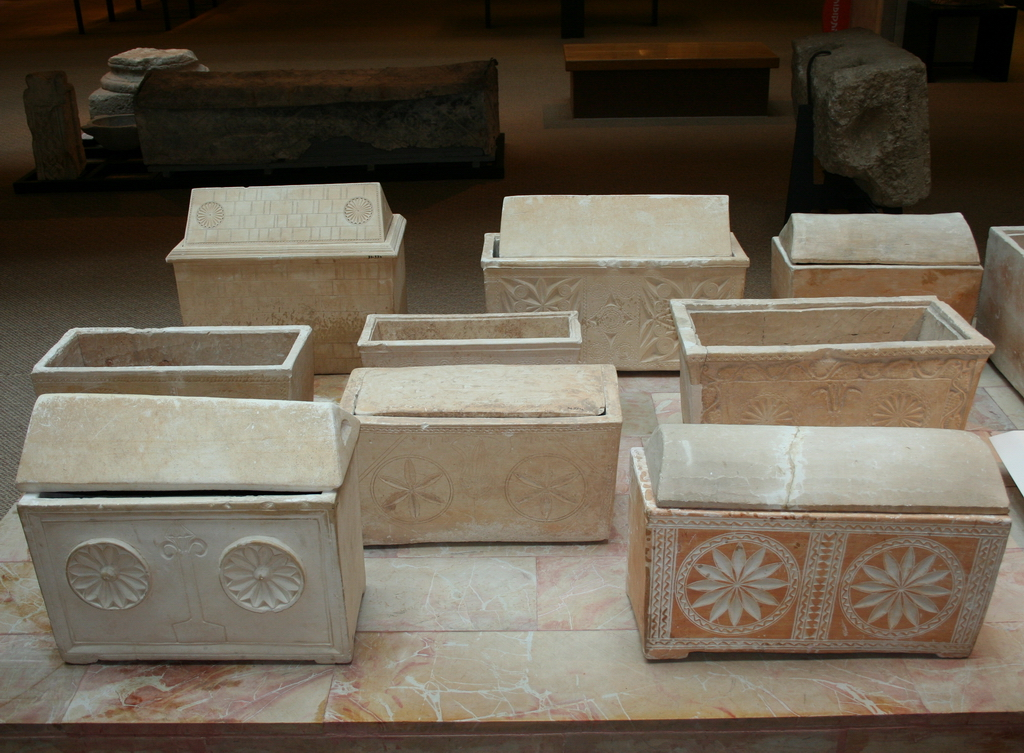
Ossuare im Hecht-Museum, Universität Haifa

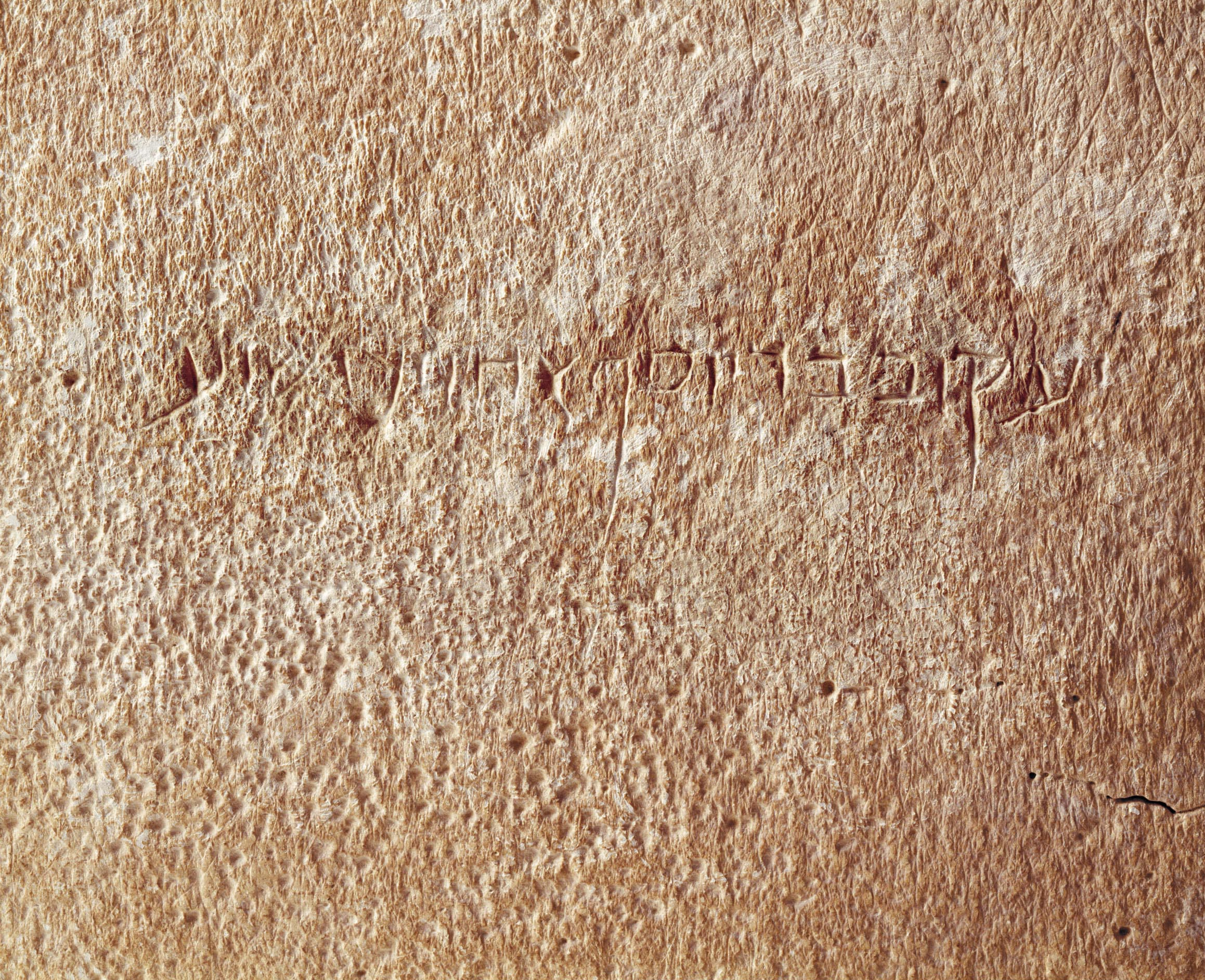
Inschrift auf dem „Jakobus-Ossuar“

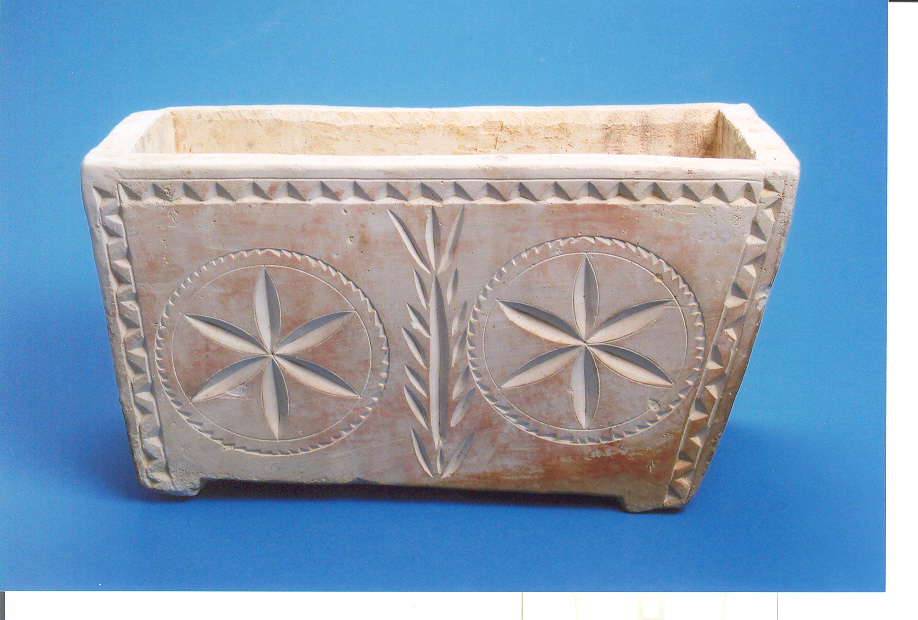
Ossuar, wahrscheinlich aus gefärbtem Gips, Jüdisches Museum der Schweiz

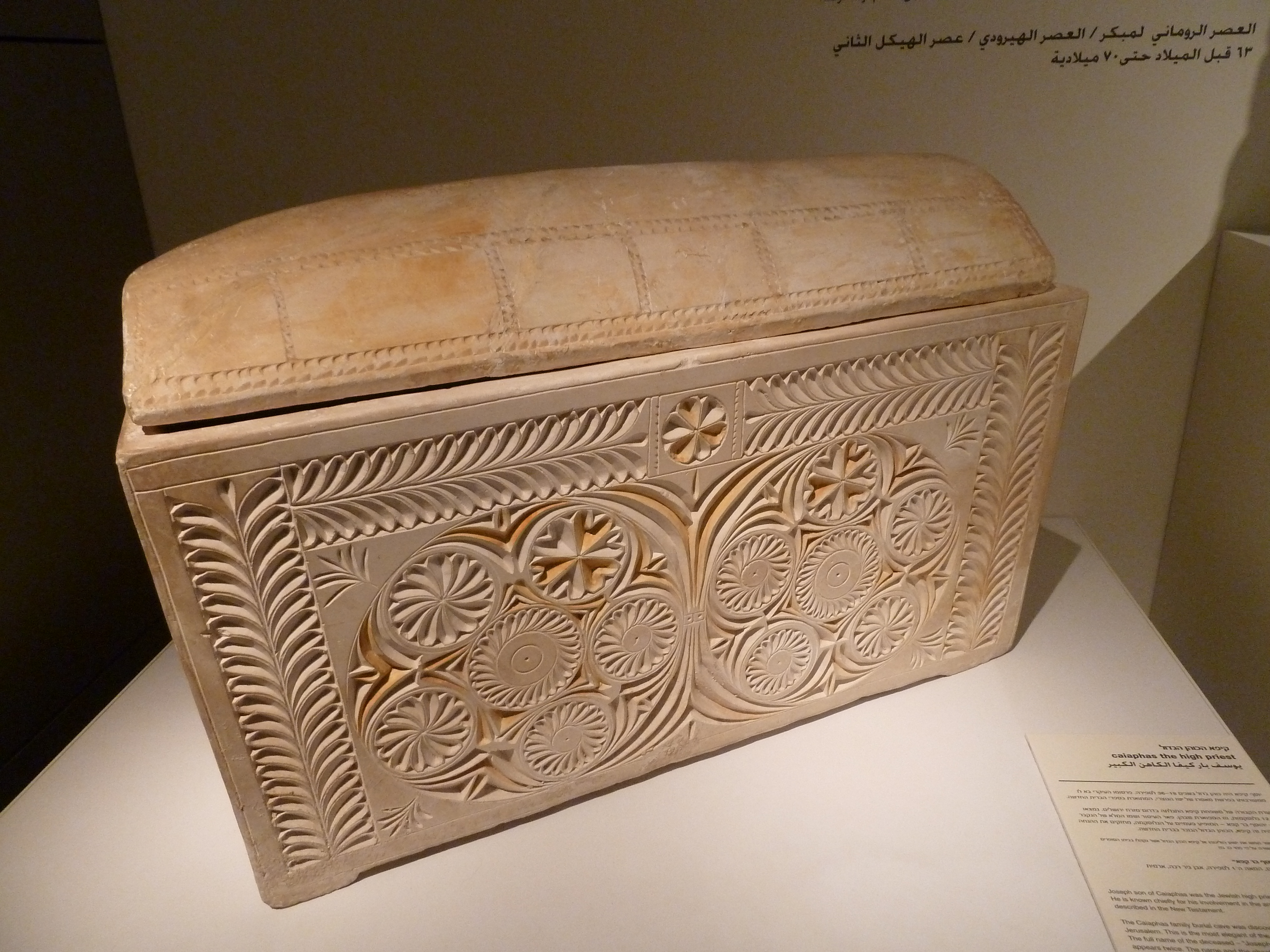
Ossarium des Jehosef bar Qajfa. Israel Museum, Jerusalem

Als Ossuar bezeichnet man ein Behältnis, das der Aufbewahrung menschlicher Knochen dient.
Nach dem Verwesen des Leichnams werden die Knochen eingesammelt und als sekundäre Bestattung in einem Ossuar aufbewahrt.
Der Brauch sekundärer Bestattung der Knochen ist unter anderen aus dem antiken Persien und der Levante bekannt. Die frühesten levantinischen Funde stammen aus dem Chalkolithikum. Sie sind häufig als Häuser gestaltet. Daneben gibt es Typen, bei denen die Front in Menschengestalt oder in Form mythologischer Tierwesen gestaltet ist.
Biblische Texte geben keinen direkten Aufschluss über sekundäre Bestattungen, wenngleich die Redewendung „zu den (seinen) Vätern versammelt werden“ möglicherweise ihren handfesten Hintergrund im Gebrauch von Ossuarien hat. Ein außerbiblisches Schriftzeugnis im Kontext von Bestattungen bilden die Silberamulette von Ketef Hinnom. Sie enthalten Teile des Aaronitischen Segens. Wahrscheinlich galt demnach die ca. 2–3-jährige Verwesungszeit als eine Art Übergangszeit, in welcher der Verstorbene sich im Übergang zwischen den Welten der Lebenden und der Toten befand.
Erhalten sind v. a. zahlreiche Ossuare aus der Gegend um Jerusalem aus der Zeit des Zweiten Tempels. Die Ossuare dieser Zeit sind aufgrund des biblischen Bilderverbots nicht mehr anthro- oder theriopomorph, sondern waren entweder schmucklos oder mit geometrischen Mustern verziert. Gelegentlich finden sich die Namen der Verstorbenen eingeritzt in den Stein oder mit Holzkohle darauf geschrieben. Als Abdeckungen dienten flache oder gewölbte Steinplatten, aber auch Deckel mit dreieckiger Seitenfläche. Die Abmessungen von Ossuaren schwanken beträchtlich: Bekannt sind auch besonders kleine Kisten, wie aus den Inschriften hervorgeht, wurden darin Gebeine von Kindern bestattet.
Die ältere Annahme, dass der Gebrauch von Ossuarien auf Pharisäer beschränkt sei, ist inzwischen widerlegt. Es wurden auch Ossuarien gefunden, die ausweislich ihrer Inschriften auch Mitgliedern der priesterlichen Oberschicht, mithin Sadduzäern, zur Sekundärbestattung dienten.
Mediales Aufsehen erlangte das so genannte Jakobus-Ossuar, das von einem israelischen Unternehmer in den siebziger Jahren auf dem Antikenmarkt gekauft wurde. Es trägt die aramäische Inschrift „Ja’aqob bar Josef achui di-Jeschua“ („Jakob, Sohn Josefs, Bruder Jesu“). Es wurde spekuliert, dass das Ossuar die Knochen von Jakobus dem Gerechten enthält. Neben der Tatsache, dass die Namen Jakob, Josef und Jesus in dieser Zeit ausgesprochen häufig auftraten, hatte die israelische Altertumsbehörde die Inschrift später als eine moderne Zufügung und den angeblichen Hinweis auf Jesus als eine Fälschung entlarvt.